# 科地区托克维尔
科地区托克维尔（法語：Tocqueville-en-Caux，法語發音：[tɔkvil ɑ̃ ko]）是法国诺曼底大区滨海塞纳省的一个市镇，属于迪耶普区。 

## 地理
科地区托克维尔（49°46'53"N, 0°54'30"E）面积3.17 平方千米，位于法国诺曼底大区滨海塞纳省，迪耶普西南约19千米处，D107、D307和D27公路的交界处。 
与科地区托克维尔接壤的市镇（或旧市镇、城区）包括：比维尔拉里维耶尔、布拉姆托、布雷特维尔圣洛朗、兰夫勒维尔、鲁瓦维尔、韦内唐维尔。
科地区托克维尔的时区为UTC+01:00、UTC+02:00（夏令时）。

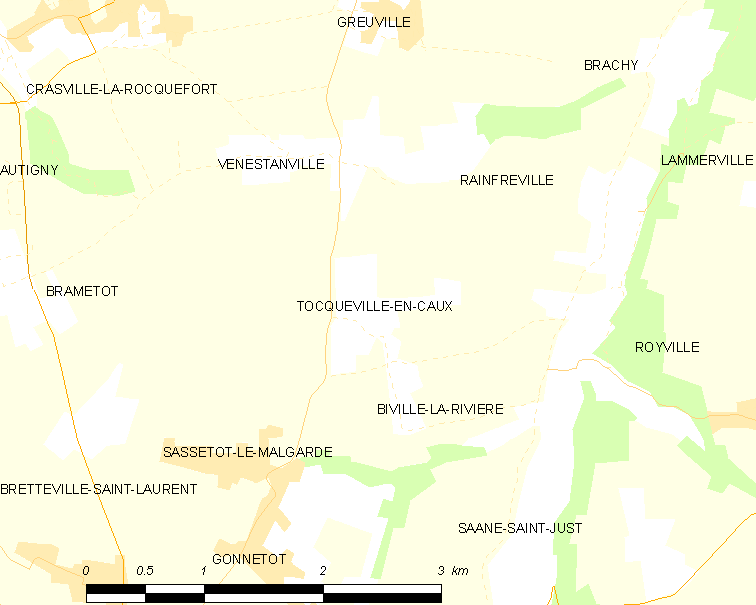
科地区托克维尔的OSM定位图

## 行政
科地区托克维尔的邮政编码为76730，INSEE市镇编码为76694。

## 政治
科地区托克维尔所属的省级选区为吕讷赖县。

## 人口

1962-2008年间科地区托克维尔人口变化图示

科地区托克维尔于2022年1月1日时的人口数量为141人。